# Pounamuella kuscheli
Pounamuella kuscheli là một loài nhện trong họ Orsolobidae.
Loài này thuộc chi Pounamuella. Pounamuella kuscheli được Raymond Robert Forster & Norman I. Platnick miêu tả năm 1985.